# USB-C

USB-C 24 pini

USB-C (USB Type-C) este un tip de conector cu 24 de pini, prin care se pot transmite atât informații, cât și alimentare cu energie electrică. USB-C este un conector reversibil, indiferent de orientarea pe care este introdus cablul, acesta se va conecta. Portul USB type C poate oferi suport pentru diferite protocoale, precum HDMI, VGA, sau Power Delivery.
Specificația USB-C versiunea 1.0 a fost publicată de USB Implementers Forum (USB-IF) în august 2014 și definește cerințele pentru cabluri și conectori. A fost dezvoltat aproximativ în același timp cu specificația USB 3.1.
USB-C se întâlnește la majoritatea smartphoneurilor, tabletelor și laptopurilor noi, fie că este vorba de încărcare sau transfer de date. Un mare avantaj este că se poate utiliza un singur încărcător pentru toate dispozitivele.  Se preconizează ca în viitorul apropiat, USB-C să fie standardizat pe toate dispozitivele înlocuind cablurile USB clasice.

## Caracteristici
USB-C poate fi utilizat împreună cu tehnologia Thunderbolt 3.  Acest lucru permite ca Thunderbolt și USB-C să se combine pentru o lățime de bandă de 40 Gbps. USB-C și Thunderbolt sunt capabile să furnizeze până la 100W de energie. Pentru a asigura o încărcare rapidă, utilizează viteze de transfer de date USB 3.0 și USB 3.1. de 5 Gbps la 10 Gbps.

### Cabluri și conectori

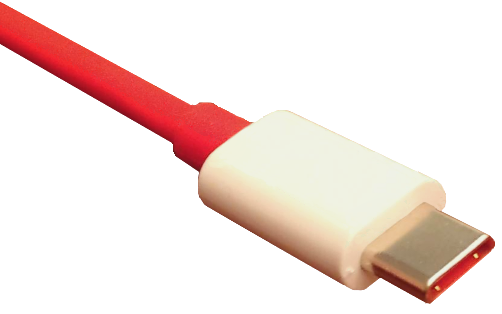
Conector USB-C

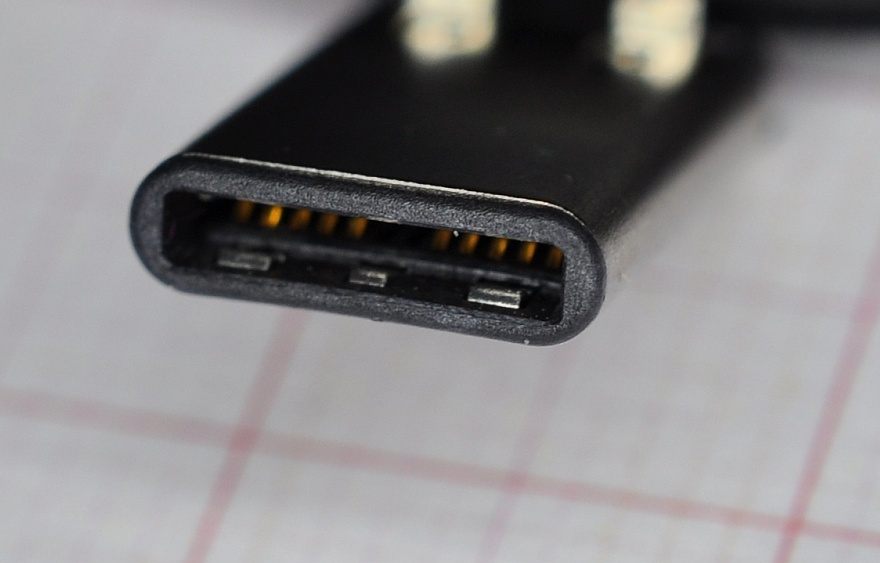
USB-C conectare

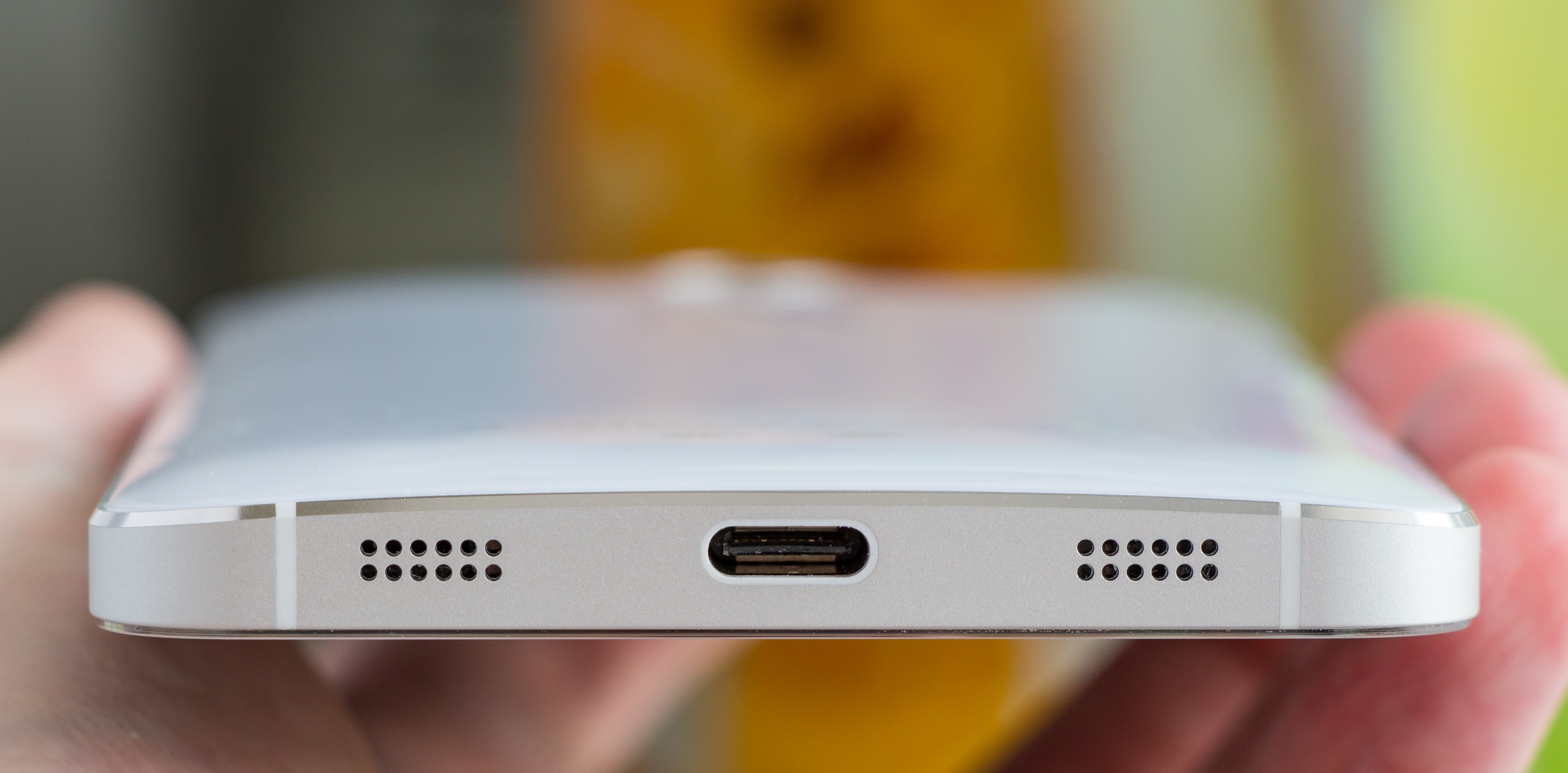
Port USB-С

Conectorii se găsesc pe cabluri și adaptoare, iar porturile se găsesc pe dispozitive gazdă și adaptoare.

Conectorii și cablurile USB-C sunt folosiți pentru conectarea dispozitivelor periferice,  înlocuind diverși conectori USB-B și USB-A, inclusiv HDMI, DisplayPort și audio de 3,5 mm. Cablurile sunt cu două mufe de tip C la ambele capete.
Conectorul USB-C cu 24 de pini este compact, cu dimensiuni de 8,4 mm X 2,6 mm apropiate de conectorii micro-B ai standardului USB 2.0. Conectorul prevede 4 perechi de contacte pentru alimentare și împământare, două perechi D+/D- diferențiale pentru transfer de date la viteze mai mici decât SuperSpeed, patru perechi diferențiale pentru transmiterea de semnale SuperSpeed +, două contacte auxiliare (banda laterală), două contacte de configurare pentru determinarea orientării cablurilor, un canal de date de configurare dedicat (cod BMC - cod de marcă bifază ) și un contact de alimentare de + 5 V pentru cabluri active. 
| Pin | Denumire | Descriere                                       | Pin | Denumire | Descriere                                       |
| --- | -------- | ----------------------------------------------- | --- | -------- | ----------------------------------------------- |
| A1  | GND      | Ground return                                   | B12 | GND      | Ground return                                   |
| A2  | SSTXp1   | SuperSpeed differential pair #1, TX, positive   | B11 | SSRXp1   | SuperSpeed differential pair #1, RX, positive   |
| A3  | SSTXn1   | SuperSpeed differential pair #1, TX, negative   | B10 | SSRXn1   | SuperSpeed differential pair #1, RX, negative   |
| A4  | VBUS     | Bus power                                       | B9  | VBUS     | Bus power                                       |
| A5  | CC1      | Configuration channel                           | B8  | SBU2     | Sideband use (SBU)                              |
| A6  | Dp1      | USB 2.0 differential pair, position 1, positive | B7  | Dn2      | USB 2.0 differential pair, position 2, negative |
| A7  | Dn1      | USB 2.0 differential pair, position 1, negative | B6  | Dp2      | USB 2.0 differential pair, position 2, positive |
| A8  | SBU1     | Sideband use (SBU)                              | B5  | CC2      | Configuration channel                           |
| A9  | VBUS     | Bus power                                       | B4  | VBUS     | Bus power                                       |
| A10 | SSRXn2   | SuperSpeed differential pair #2, RX, negative   | B3  | SSTXn2   | SuperSpeed differential pair #2, TX, negative   |
| A11 | SSRXp2   | SuperSpeed differential pair #2, RX, positive   | B2  | SSTXp2   | SuperSpeed differential pair #2, TX, positive   |
| A12 | GND      | Ground return                                   | B1  | GND      | Ground return                                   |

### Suport hardware
Majoritatea plăcilor de bază, laptopuri, tablete, smartphone-uri, SSD-uri, hub-uri USB și alte dispozitive lansate după 2014 acceptă conectori USB-C.

### Suport software
Sisteme de operare compatibile cu USB-C:
- Linux: Linux a acceptat USB 3.1 din versiunea 4.6 a kernelului.
- Windows: Windows 10 pentru ediții desktop (Home, Pro, Enterprise și Education), Windows 10 Mobile, Windows 8.1 în urma unei actualizări. [6]
- macOS: suport pornind de la OS X v10.10 Yosemite.
- Android: începând cu versiunea 6.0 Marshmallow, acceptă USB 3.1 și USB-C.
- Chrome OS: de la Chrome OS R53 și Chromebook Pixel 2015.
- iOS: din versiunea iOS 12.

## Specificații
Specificația USB-C 1.0 a fost publicată de USB-IF în august 2014. Alte specificații:
- Rev. 1.1,  aprilie 2015
- Rev. 1.2,  martie 2016
- Rev 1.3,  iulie 2017
- Rev. 1.4,  martie 2019
- Rev 2.0,  august 2019

### Specificații alternative
Conectorul USB Type-C poate funcționa și în moduri alternative pentru a transfera date prin alte protocoale:
- DisplayPort - publicat de VESA în septembrie 2014, acceptă DisplayPort 1.3. Permite conectarea unui monitor cu un singur cablu (video și alimentare) sau utilizarea unui adaptor compatibil pentru afișare pe un monitor DisplayPort.
- HDMI  - anunțat în septembrie 2016,  acceptă HDMI 1.4b.
- Mobile High-Definition Link (MHL) a fost anunțat în noiembrie 2014,  acceptă standardul MHL 1.0-3.0 și superMHL.
- Thunderbolt - suportul pentru Thunderbolt 3, folosește același conector ca și USB-C.
- VirtualLink - În versiunea 1.0, oferă DisplayPort cu patru căi 1.4 HBR3, un canal USB 3.1 Gen 2 și o putere de până la 27 de wați.

### IEC
Adoptare ca standard IEC:
- IEC 62680-1-3:2016 (2016-08-17, edition 1.0) "Universal serial bus interfaces for data and power - Part 1-3: Universal Serial Bus interfaces - Common components - USB Type-C™ cable and connector specification" [7]
- IEC 62680-1-3:2017 (2017-09-25, edition 2.0) "Universal serial bus interfaces for data and power - Part 1-3: Common components - USB Type-C™ Cable and Connector Specification"[8]
- IEC 62680-1-3:2018 (2018-05-24, edition 3.0) "Universal serial bus interfaces for data and power - Part 1-3: Common components - USB Type-C™ Cable and Connector Specification" [9]
- IEC 62680-1-4:2018 (2918-04-10, edition 1.0) "Universal Serial Bus interfaces for data and power - Part 1-4: Common components - USB Type-C™ Authentication Specification"[10]

## Vezi și
- USB
- Thunderbolt